# Айшырак
Айшырак (каз. Айшырақ) — село в Жанааркинском районе Карагандинской области Казахстана. Входит в состав Актауского сельского округа. Код КАТО — 354437200.

## Население
В 1999 году население села составляло 150 человек (75 мужчин и 75 женщин). По данным переписи 2009 года, в селе проживало 106 человек (59 мужчин и 47 женщин).